# Аркен
«Аркен» (дат. Arken) — датский музей современного искусства, расположенный в Исхое, в 20 км к югу от Копенгагена.
Открыт 15 марта 1996 года. Музей был спроектирован датским архитектором Сёреном Робертом Лунном (дат. Søren Robert Lund). В «Аркене» хранятся работы современных датских, скандинавских и иностранных авторов, среди которых Асгер Йорн, Жан Арп, Таль Р, Пер Киркебю, Дамьен Херст. В 2008 году музей был значительно расширен.

## Экспозиции
- 2003 — «Хенри Хееруп — вера, надежда и благотворительность»
- 2004 — «Пикассо — на все времена»
- 2005 — «Мир любви Шагала», «Фернан Леже — человек в новом веке»
- 2008 — «Северные настроения — ландшафтная фотография нашего времени», «Художники из Скагена — в новом свете»